# Дугданова, Дарима Дамбаевна
Дари́ма Дамба́евна Дугда́нова ― российская бурятская певица, Заслуженная артистка Бурятской АССР (1985), Народная артистка Бурятской АССР (1991), Заслуженная артистка Российской Федерации (2010). Солистка Бурятского государственного национального театра песни и танца «Байкал» с 1979 года.

## Биография
Родилась в марте 1959 года в Кижингинском районе Бурятской АССР.
В 1979 году окончила Улан-Удэнское музыкальное училище имени П. И. Чайковского по специальности «сольное народное пение». В училище занималась у Заслуженного деятеля искусств Бурятии Ж.Д. Дандарова.
Получив диплом стала солисткой Бурятского государственного ансамбля песни и танца «Байкал». В 1983 году по направлению Министерства культуры Бурятской АССР Дугданова проходила стажировку у педагога П.Б. Архангельской в творческой мастерской эстрадного искусства при Ленконцерте.
Дарима Дамбаевна вместе с ансамблем представляла многонациональное искусство России в Монголии, Китае (1983, 1984, 1986, 1987, 1995, 2001,  2007), Японии, во Франции (1985, 1987, 1995, 2000). А также в Нидерландах, Бельгии (1989, 2000, 2005), Греции, Болгарии (2001), Тайване (2004).
За долгие годы работы в театре «Байкал» певица выступала в сельских клубах, чабанских гуртах, на больших концертных площадках городов Урала, Средней Азии, Прибалтики, Закавказья, Украины, Сибири, Дальнего Востока. Участвовала в Днях культуры и искусства Республики Бурятия на Украине, в Москве (1984), Киеве (1993).
Театральный критик Надежда Гончикова:

Сильный, глубокий, с красивыми обертонами «народный» голос певицы, искренняя задушевность и проникновение в драматургию песенного материала привлекли внимание публики. Прекрасный слух, музыкальная память, профессиональное владение голосом в сочетании с трудолюбием вывели Дариму Дугданову в число ведущих мастеров музыкальной сцены... За 30 лет сценической карьеры певица накопила в своем репертуаре большое количество песен разных народов: бурятские, русские, украинские, монгольские. Особое место в её творчестве занимают авторские песни композиторов Бурятии, часто доверявших Дариме Дугдановой первое исполнение своих сочинений. Популярные в народе, эти песни вошли в репертуар многих бурятских певцов, завоёвывая сердца новых поколений слушателей. Среди них «Хани нухэд» («О друзьях»), музыка А. Андреева, слова Г. Чимитова, «Дэлхэй мини альган дээрэ» («Мир на моих ладонях») С. Манжигеева, «Тоонто нютаг» («Песня о малой родине»), «Маша» Б. Ривгуна, «Зуудэнсоо» («Сон») Б. Наранбаатар и многие другие. — 
В 2005 году Дарима Дамбаевна исполнила роль матери-прародительницы в спектакле «Угайм Сулдэ» («Дух предков»). Спектакль-стихия по мифам и легендам монголоязычных народов стал для неё значительным этапом в творческой карьере.
Певица внесла большой вклад в возрождение в Бурятии протяжной песни «уртын дуу». В 2007 году представляла Россию в городе Хух-Хото (КНР) на Международном конкурсе протяжной песни монголоязычных народов. За мастерство Дугданова была отмечена специальным призом «Хрустальный кубок» и дипломом конкурса.
Сегодня певица активно участвует во всех концертных мероприятиях театра «Байкал», продолжает гастролировать по районам Бурятии, городам России и за рубеж, кроме этого занята в одной из главных ролей в спектакле театра «Байкал» «Эхо страны Баргуджин Тукум».
За большой вклад в развитие музыкального искусства России и Бурятии Дарима Дугданова удостоена почётных званий: «Заслуженная артистка Бурятской АССР» в 1985 году, «Народная артистка Бурятской АССР» в 1991 году, «Заслуженная артистка Российской Федерации» в 2010 году. Также награждалась почётными грамотами Министерства культуры Республики Бурятия (1983, 1998), Президиума Верховного Совета Бурятской АССР (1996).